# Promin, Snihurivka
Promin (în ucraineană Промінь) este un sat în comuna Barativka din raionul Snihurivka, regiunea Mîkolaiiv, Ucraina.

## Demografie
Componența lingvistică a localității Promin
     Ucraineană (96,75%)
     Rusă (3,07%)
Conform recensământului din 2001, majoritatea populației localității Promin era vorbitoare de ucraineană (96,75%), existând în minoritate și vorbitori de rusă (3,07%).